# Квирикашвили, Мераб
Мераб «Меко» Квирикашвили (груз. მერაბ კვირიკაშვილი; родился 27 декабря 1983 года в Тбилиси) — грузинский регбист, выступающий на позиции флай-хава и фуллбэка. Он выступал за сборную Грузии по регби-15 с февраля 2003 по ноябрь 2018 года, то есть около 15 лет, став её абсолютным рекордсменом по числу набранных очков (840). Также выступал за сборные страны по регби-7 и регбилиг.

## Карьера

### Клубная
Воспитанник грузинского клуба «Лело». С 2006 по 2016 год выступал во Франции за клубы «Сексьон Палуаз», «Масси», «Фижак», «Сен-Жюньен», «Монлюсон». Изначально играл на позиции скрам-хава. В 2016 году вернулся в грузинское клубное регби, выступал за «Лело-Сарацин», став третьим призёром чемпионата Грузии 2016/17.

### В сборных
Мераб дебютировал за сборную Грузии по регби-15 в 2003 году в матче против команды Португалии, а затем сыграл все матчи чемпионата мира 2003 года, выходя на замену. В феврале 2007 года впервые играл за сборную как флай-хав стартового состава — в матче против Румынии в Бухаресте. На чемпионате мира 2007 года Грузия одержала свою первую победу, победив Намибию 14:10, а Квирикашвили был признан лучшим игроком встречи.
В 2006 году Мераб Квирикашвили сыграл 2 матча за сборную по регбилиг, набрав 46 очков.
С 2007 года Квирикашвили стал играть на позиции фулл-бэка, поскольку его место занял Лаша Малагурадзе. В 2010 году Квирикашвили побил рекорд сборной по очкам за матч (ранее он делил его с Палико Джишеладзе, набрав 32 очка в поединке против Германии (победа 77:3). В том же году он успешно провёл реализацию в самом конце матча против США, принеся победу 19:17 в Тбилиси. В Кубке Европейских наций 2010—2012 Мераб заменил травмированного Малагурадзе и принёс сборной победу.
В 2008 году Квирикашвили стал бронзовым призёром чемпионата Европы по регби-7 в Ганновере, занеся шесть попыток во всех матчах турнира. В ноябре того же года был в заявке на дубайский этап Мировой серии; в заявке был отмечен как дебютант этого соревнования. В марте 2009 года играл на чемпионате мира по регби-7.
На чемпионате мира 2011 года Квирикашвили не проявил себя так, как от него ожидали: в матче с Англией Грузия проиграла 10:41, а верхом невезения стали пять проваленных Квирикашвили реализаций. Хотя в следующей игре против Румынии он отыгрался, набрав 17 очков, но в решающей игре против Аргентины не выступал. С 2012 года он является бессменным игроком стартового состава сборной; его 60-й матч против России закончился разгромной победой 46:0, а Квирикашвили стал лидером сборной по числу набранных очков за всю историю команды и побил годовой рекорд очков (91 очко в 8 матчах).
В составе сборной по регби-7 Квирикашвили сыграл на чемпионате мира 2013 года в Москве, набрав 21 очко (из них 15 за счёт трёх попыток)[уточнить]. Сборная дошла до полуфинала розыгрыша Чаши (среди команд, занявших места с 17-е по 24-е).
В активе Квирикашвили восемь побед на чемпионатах Европы разных лет и разных розыгрышей: 2006/08, 2008/09, 2010/11, 2011/12, 2012/13, 2013/14, 2014/15, 2018.

## Личная жизнь
Состоял в браке с Анано Буадзе, родилось четверо детей. 21 июля 2016 года на трассе Кутаиси — Самтредиа, близ селения Опшквити, супруги попали в серьёзную автокатастрофу, в ходе которой на месте погибли три человека: семейная пара из Тбилиси и их знакомая. Анано Буадзе была доставлена в больницу, спустя неделю у неё начались проблемы с лёгкими, и 1 августа она скончалась. В аварии также пострадал ещё один регбист Георгий Ломинадзе и его жена Нуца Гунцадзе. В мае 2019 года Кутаисский городской суд признал Квирикашвили невиновным по делу об этой автокатастрофе.